# جان ال. بارستو
جان لستر بارستو (John Lester Barstow) (زادهٔ ۲۱ فوریه ۱۸۳۲ – درگذشتهٔ ۲۸ ژوئن ۱۹۱۳)، معلم، مزرعه‌دار، سیاستمدار و سرباز آمریکایی بود که به عنوان سی و نهمین فرماندار ورمانت، یکی از ایالت‌های این کشور نیز خدمت کرد.

## اوایل زندگی
بارستو در تاریخ ۲۱ فوریه ۱۸۳۲ در شهر شلبرن ایالت ورمانت متولد شد؛ والدینش هِمان و لورِین (لایِن) بارستو بودند. او از سن ۱۵ سالگی در یک مدرسه محلی شروع به تدریس کرد، سپس به سوی غرب و شهر دیترویت رهسپار شد و در آنجا به تدریس ادامه داد. وی در سال ۱۸۵۷ به شهر زادگاهش بازگشت تا در امور مزرعه به پدر و مادر سالخورده خود کمک کند. در سال ۱۸۶۱ به عنوان کارمند دفتری در مجلس نمایندگان ایالت ورمونت مشغول به کار شد.

## جنگ داخلی
بارستو ابتدا برای خدمت در منصب افسر گروهبان داوطلب شد ولی اندکی بعد در تاریخ ۱۹ فوریه ۱۸۶۲ او را به سمت آجودان نیروهای هشتم پیاده‌نظام ورمانت گماشتند. در ۲۷ مه ۱۸۶۳ نیز به عنوان سروان فرماندهی گروهان کِی را بر عهده گرفت، سپس تا درجه سرگردی ارتقاء یافت و سرانجام در ۲۲ ژانویه ۱۸۶۴ به واحد ستادی هنگ بازگشت. جان بارستو در ۲۲ ژوئن ۱۸۶۴ از خدمت هنگ خارج شد. وی چنان در میان نیروهای هنگ مورد احترام بود که از سوی آنها مفتخر به دریافت دو قبضه شمشیر تشریفاتی شد؛ یکی هنگامی که به درجه سرگردی رسید و دیگری زمانی که خدمت هنگ را ترک کرد.
قریب به سه سال مأموریت طاقت‌فرسا و دشوار در مرداب‌ها و شرایط آب و هوایی مرطوب لوئیزیانا سلامت جان بارستو را به خطر انداخت و سال‌ها ابتلا به بیماری مالاریا مانع از ورود او به هر نوع فعالیت جدی تجاری شد. بلافاصله پس از انحلال هنگ، پیتر تی. واشبِرن که ژنرال آجودان شبه‌نظامیان ورمانت بود در واحد سربازگیری سمتی به بارسو پیشنهاد داد ولی او به دلیل شرایط جسمانی خود ناگزیر این پیشنهاد را نپذیرفت.
جان بارستو در سپتامبر ۱۸۶۴ برای عضویت در مجلس ورمانت انتخاب شد؛ در ۱۹ اکتبر ۱۸۶۴ و درست زمانی که مجلس نمایندگان در حال برگزاری جلسه بود، حمله سنت آلبانز به وقوع پیوست. بارستو به منطقه اعزام شد و سپس برای انجام یک مأموریت ویژه به کانادا رفت. پس از آن به عنوان سرتیپ گروهی از شبه‌نظامیان را فرماندهی کرد که برای مقابله با این تحرکات شکل گرفته بودند. وی فرماندهی نیروهای مستقر در مرزهای شمال‌غربی ایالت را عهده‌دار بود تا اینکه سرانجام در ژانویه ۱۸۶۵ جورج جی. استانارد به این ناآرامی‌ها پایان داد.

## حرفه بعد از جنگ
در سپتامبر ۱۸۶۵، جان بارستو به اتفاق آراء برای عضویت در مجلس ورمانت انتخاب شد و طی سال‌های ۱۸۶۶ و ۱۸۶۷ به عنوان سناتور ایالتی منطقه چیتندن در مجلس نمایندگان فعالیت کرد. در سال ۱۸۷۰ او از سوی رئیس‌جمهور گرانت به سمت نماینده دولت در امور بازنشستگی شهر برلینگتون منصوب شد، بارستا هشت سال این سمت را در اختیار داشت. تلاش‌های او در راستای بهبود نظام بازنشستگی سبب شد تا نامه قدردانی از سوی وزیر کشور، کارل شورتس، دریافت کند.
در سال ۱۸۷۹ فرماندار ردفیلد پروکتور او را به عنوان کمیسر ایالتی انتخاب کرد تا مسئولیت انجام امور مراسم گرامی‌داشت یکصدمین سالگرد تسلیم چارلز کورن‌والیس را عهده‌دار شود. این رویداد که در شهر یورک‌تاون ایالت ویرجینیا به وقوع پیوست منجر به خاتمه انقلاب آمریکا شد.

## فرماندار
در سال ۱۸۸۲ اعضای مجمع جمهوری‌خواهان ایالتی به اتفاق آراء او را نامزد تصدی فرمانداری کردند و متعاقباً جان باریستو به عنوان فرماندار انتخاب شد.
او نخستین فرماندار ایالت ورمانت بود که توجه‌ها را به نرخ‌های سلیقه‌ای و هزینه‌های گزاف حمل بار جلب کرد که توسط شرکت‌های حمل‌ونقل تعیین می‌شد. او به صورت فوری خواستار تشکیل کمیسیون ویژه برای مسیرهای ریلی شد.
در دوره فرمانداری بارستو، کارگران معدن مس الی که ماه‌ها بود، دستمزد خود را دریافت نکرده بودند، دست به شورش زدند. بارستو در پاسخ به این شورش نیروهای شبه‌نظامی را فراخواند ولی هنگامی که آنها به منطقه رسیدند، دریافتند که در بیان شدت خشونت‌ها اغراق شده‌است.
بارستو در راستای حل این بحران مالک معدن را موظف کرد تا حقوق کارگران را بپردازد. همین موضوع وجهه عمومی محبوبی در سراسر ایالت برای وی به ارمغان آورد.
براساس مصوبه مجلس در سال ۱۸۸۴، هیئت نمایندگی ایالت ورمانت در کنگره ملزم شد تا تمام تلاش خود را برای تصویب قانون تجارت میان ایالتی به کار بندد که البته بنا توصیه فرماندار بارستو به تصویب رسید.
روتلند هرالد در پایان دوران مسئولیت جان بارستو نظر کلی کسانی که به او رأی داده بودند را اینگونه بیان کرد: «طی بیست سال اخیر او تنها فرماندار آگاه، مستقل، توانمند و کارآمدی بود که ایالت ورمانت از حضورش بهره برد».

## حرفه متأخر
در سال ۱۸۹۱، وی به همراه ژنرال الکساندر مک‌دوول مک‌کوک از ارتش آمریکا، از سوی رئیس‌جمهور بنجامین هریسون انتخاب شد تا در قالب کمیسیونی با سرخ‌پوستان ناواهو وارد مذاکره شوند. در ۱۸۹۳ بنا به درخواست فرماندار لوی کی. فولر وی به عضویت کمیته اجرایی همایش ملی ضد انحصارگرایی درآمد.
بارستو عضو انجمن اتحاد افسران ورمانت، ارتش بزرگ جمهوری و فرمان نظامی لژیون‌های وفادار ایالات متحده آمریکا بود. او از نظر مذهبی پیرو کلیسای اسقفی بود و از سال ۱۸۵۳ به عضویت سازمان‌ها فراماسونری درآمد.

## دوران بازنشستگی و مرگ
بارستو در دوران بازنشستگی همچنان در شلبرن سکونت داشت. او در همان‌جا درگذشت و در گورستان دهکده شلبرن به خاک سپرده شد.

## خانواده
بارستو در ۲۸ اکتبر ۱۸۵۸ با لورا مائک (۱۸۳۱–۱۸۸۵) که از اهالی شلبرن بود، ازدواج کرد. آنها صاحب دو پسر شدند؛ فردریک مائک بارستو(۱۸۶۰–۱۸۹۹) و چارلز لستر بارستو (۱۸۶۷–۱۹۵۱). فردریک بارستو از دانشگاه ورمونت فارغ‌التحصیل و به عنوان مهندس راه و ساختمان مشغول کار شد. سپس داوطلب شرکت در جنگ آمریکا- اسپانیا شد. او با درجه ستوان یکم در هنگ سوم مهندسان داوطلب خدمت می‌کرد که به بیماری تیفوس مبتلا شد. ابتدا گمان می‌رفت که بیماریش مالاریا است از این رو هنگامی که تشخیص صحیح انجام شد و او به ورمانت بازگشت چنان وضعیتش وخیم بود که چندان زنده نماند.
چارلز بارستو از کالج یونیون فارغ‌التحصیل شد و کار خود را در صنعت نشر آغاز کرد. وی در دوران حرفه‌ای خود برای برخی ناشران از جمله انتشارات هار‍بر و برادرز و همچنین سنچوری کامبانی نویسندگی و ویراستاری کرد.